# Союз ТМА-02М
«Союз ТМА-02М» — второй модернизированный российский пилотируемый космический корабль серии «Союз ТМА-М», на котором был осуществлён пилотируемый полёт к Международной космической станции. Это двадцать седьмой полёт корабля серии «Союз» к МКС. В состав экипажа корабля вошли космонавты Сергей Волков (Россия), Эдвард Фоссум (США) и Сатоси Фурукава (Япония). На МКС они вошли в состав двадцать восьмой и двадцать девятой долговременных экспедиций. Запуск корабля выполнен 8 июня 2011 года, посадка спускаемого аппарата состоялась 22 ноября 2011 года.

## Особенности корабля
«Союз ТМА-02М» — второй корабль новой серии, разработанной и изготавливаемой в РКК «Энергия». В ходе полёта продолжатся лётно-конструкторские испытания модернизированных «Союзов».

## Экипаж
Экипаж старта и посадки
- (Роскосмос) Сергей Волков (2-й космический полёт) — командир экипажа.
- (НАСА) Эдвард Фоссум (3) — бортинженер.
- (JAXA) Сатоси Фурукава (1) — бортинженер.

Дублирующий экипаж
- (Роскосмос) Олег Кононенко — командир экипажа.
- (ЕКА) Андре Кёйперс — бортинженер.
- (НАСА) Доналд Петтит — бортинженер.

## Хроника полёта
- 8 июня 2011 года, в 00:12:45 (MSK), (7 июня 21:12:45 UTC) — запуск с космодрома Байконур («Гагаринский старт»)[5];
- 10 июня 2011 года, в 19:23:00 (MSK), (14:23:00 UTC) — осуществлена стыковка с МКС к стыковочному узлу служебного модуля «Рассвет»[6];
- 22 ноября 2011 в 06:25:00 (MSK), (03:25:00 UTC) — пилотируемый космический корабль приземлился в Казахстане[7].